# Lotgenoten (film)
Lotgenoten is een Nederlandse user-generated dramafilm uit 2013, geregisseerd door Stephan Brenninkmeijer.

## Verhaal
Remco Albrecht (Alfred Heppener), algemeen directeur van bouwbedrijf ‘Albrecht Construct’ en freelance womanizer, viert zijn 65ste verjaardag in huiselijke kring onder dwang van zijn vrouw Ineke (Heleen van Doremalen). Vanaf dat moment gaat het lot op de loop met zijn lichtzinnige levensstijl. Een onverwachte gast dient zich aan zodra dochter Lieke (Fransie Groenendijk) bezoek krijgt van vriendin Merel (Marleen Maathuis). Er wordt ingesnoven, en beide vriendinnen verschijnen strak van de cocaïne op het feest. Merel is tevens de reden dat Remco’s zoon Tobias (Martijn van Hese) hem in verlegenheid brengt bij zijn vrouw. De sfeer op het feest wordt steeds grimmiger. Zakenpartners Wim (Cas van der Sande) en Fred (Mischa van der Klei) slijpen hun messen en proberen achter zijn rug om zijn bedrijf te verkopen. Tot overmaat van ramp komt zijn voormalige kantoorscharrel Nadja (Charmène Sloof) onuitgenodigd op het feest, en blijkt nog zwanger ook.

## Productie
De film is gemaakt onder de naam IO Filmproducties voor het crowd-sourced film project Entertainment Experience en is de tweede film, naast Steekspel van Paul Verhoeven. Het script is grotendeels door Robert Alberdingk Thijm en Paul Verhoeven geschreven. Dit op basis van de scripts die door het publiek, dat zich voor dit project had aangemeld, is ingediend. Alle teamleden van IO Filmproducties komen uit de poule van ingeschrevenen.

## Trivia
- In tegenstelling tot Steekspel kreeg Lotgenoten wel een bioscooprelease in Nederland.[1]